# Imiona Boga w judaizmie

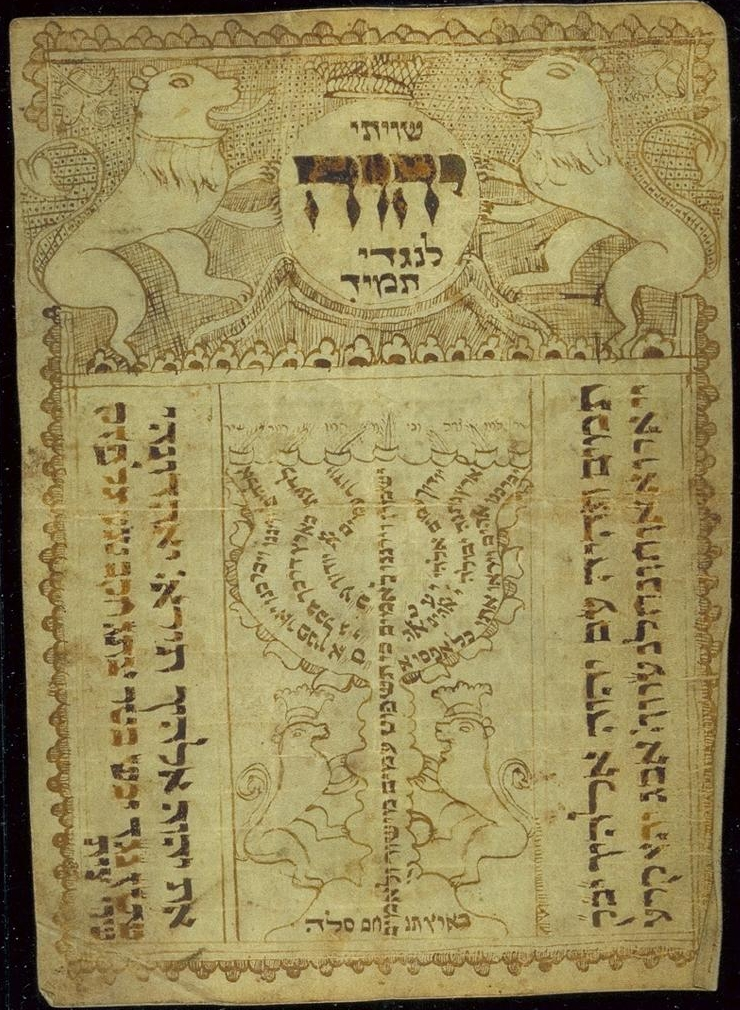
Sziwiti (pol. „Stawiam”), panel ze skóry z tetragramem imienia Boga JHWH umieszczany w synagodze na miejscu przewodniczenia. Nazwa pochodzi od Psalmu 16,8: „Stawiam sobie zawsze Pana przed oczy”

Imiona Boga w judaizmie – głównym imieniem Boga w judaizmie jest Jahwe zapisywane przy pomocy tetragramu JHWH, obok Elohim (bogowie) i Adonai. Te i inne imiona używane w ciągu historii trwania judaizmu w stosunku do Boskiej istoty – przynajmniej od czasu Mojżesza, a najprawdopodobniej już od Abrahama – odnoszą się do jednego i tego samego bóstwa, mianowicie do Boga Izraela.
Najstarsze semickie określenie Boga to El i Elohim. Można też wyróżnić pięć podstawowych imion Boga, które są złożeniem El i dodatkowego określenia: ʼElʽEljon (Bóg Najwyższy), ʼElʽOlam (Bóg Wieczny), ʼEl Szaddaj (Bóg Wszechmocny), ʼEl Roʼi (Bóg Widzący) oraz ʼEl Berit (Bóg Przymierza). Poza tym Biblia obfituje w różne inne imiona Boga, będące wyrażeniami opisowymi np. Stwórca nieba i ziemi (Rdz 14,19 oraz 22) albo Stwórca Izraela (Iz 43,15; por. Iz 1,24).
W późniejszej literaturze z okresu hellenistycznego, następnie w Talmudzie, w Kabale, w średniowiecznej i nowożytnej myśli filozoficznej – imiona Boże były omawiane i ubogacane nowymi określeniami.

## Imiona biblijne
Źródłem poznania imion Bożych używanych w Izraelu jest ogromna literatura judaizmu, poczynając od Biblii hebrajskiej. Większość z imion Boga w judaizmie było używanych wcześniej przez plemiona kananejskie na określenie ich lokalnych pogańskich bogów. Uczeni tłumaczą to faktem, że po osiedleniu się na terenach Kanaanu Żydzi przyswoili sobie miejscowy język kananejski (por. Iz 19,18).

### El
Samo El jako osobiste imię Boga występuje w Biblii bardzo rzadko, np. w Księdze Rodzaju 33,20: ʼElʽElohej Jisrael (El, Bóg Izraela /Jakuba/, por. Psalm 146[145],5). Słowo to jest najstarszym semickim słowem określającym bóstwo: el. W języku akadyjskim brzmiało ono ilu(m), w kananejskim el lub il, a w arabskim, jako element imienia używanego przez ludzi, el.
Ogólnie przyjmuje się, że pochodzi od korzenia „yl” lub „wl” oznaczającego „być mocnym”. Jak w Księdze Rodzaju 31,29: Jest to w mocy mojej ręki by cię skrzywdzić (cf. hebr. jesz le-el jadi). Możliwe jest jednak, że odwrotnie: słowa oznaczającego bóstwo, jako kojarzącego się z mocą, zaczęto używać w przenośnym znaczeniu „mocy”.
El używa się rzadko i najczęściej w formie wołacza. Biblia używa go wobec Boga, zwłaszcza wtedy, gdy przedstawiany jest w zestawieniu z człowiekiem (por. Lb 23,19; Iz 31,3, Ez 28,9; Oz 11,9; Hi 25,4). Ale także wobec „obcych bogów”, w liczbie mnogiej elim (Pwt 32,12, Ml 2,11, Wj 15,11). Znacznie częściej używane było imię Elohim, będące liczbą mnogą El – rozumiane jednak w Biblii jako odnoszące się do Boga w liczbie pojedynczej. „El” jest elementem w teoforycznych imionach ludzkich (i innych, tj. np. anielskich) takich jak: Eliasz, Elizeusz, Elihu Gabra'El (Gabriel), Izrael, Samuel itp.

### El Eljon
Wobec tego imienia nigdy nie używa przedrostka ha-, co wskazuje, że jest to imię własne Boga, a więc „Najwyższy”. Wykopaliska w Ugarit poświadczają, że w religiach kananejskich El i Eljon były osobnymi bóstwami, a później doszło do połączenia: El-eljon. Listy z Tell el-Amarna (XV–XIV wiek p.n.e.) świadczą, że Kananejczycy nazywali tym imieniem „pana bogów”. Według Księgi Rodzaju 14,18–20 Melchizedek był jego kapłanem. Abraham zrozumiał ten tytuł jako imię jego własnego Boga, na którego złożył przysięgę: „Przysięgam na Jahwe, Boga Najwyższego, Stwórcę nieba i ziemi” (w. 22).

### El Olam
Imię to występuje w Księdze Rodzaju 21,33: „Abraham zaś zasadził w Beer-Szewie drzewo tamaryszkowe. Tam też wzywał imienia Pana, Boga Wiekuistego”. Być może było to przejęte przez Abrahama określenie używane przez Kananejczyków wobec boga el czczonego w miejscowej świątyni w Beer-Szebie (por. El z Betel w Rdz 35,7). Imię najprawdopodobniej zainspirowało Izajasza 40,28: „Jahwe – to Bóg wieczny, Stwórca krańców ziemi” (elohei olam, jahwe) (por. Jer 10,10 – „król wieczny”, melek olam); Iz 26,4; Pwt 33,27. Przedrostek ha- jest użyty jedynie w Księdze Daniela 12,7, prawdopodobnie przetłumaczonej z aramejskiego.

### El Szaddaj
Znaczenie tego imienia nie jest jasne. Najczęściej oddaje się je jako „Wszechmogący”. Bóg ukazał się jako El-Szaddaj Abrahamowi, Izaakowi i Jakubowi (Wj 6,3). Septuaginta oddaje Szaddaj po grecku jako Pantokrator, Wulgata po łacinie jako Omnipotens. Idą w tym za interpretacją rabiniczną dwóch słów Sza (pol. „Kto”) oraz daj (pol. „wystarczyć”): „Ktoś (samo)wystarczalny” por. Księga Aggeusza 12a. Ale bardziej prawdopodobne jest pochodzenie od słowa sadii (pol. „góra”) z języka akadyjskiego – „Bóg skała”. Imię to używane jest w Biblii jedynie w opowiadaniach o Abrahamie, Izaaku i Jakubie; wyroczniach Balaama (Lb 24,4.16) oraz we fragmentach poetyckich: Iz 13,6, Ez 1,24; Jl 1,15, Ps 68,15; 91,1 i 31 razy w Księdze Hioba. Wchodzi w skład starych izraelskich imion, jak Ammiszaddaj (Lb 1,12) i Zuriszaddaj (Lb 1,6).

### El Roi
To imię występuje w Biblii w związku z wyjaśnieniem nazwy studni znajdującej się na pustyni, gdzie Hagar – wypędzona przez Saraj – miała widzenie Boga. Terytorium to stało się ziemią potomków jej syna Izmaela, stąd możliwe, że jest imieniem Boga używanym przez Izmaelitów bardziej niż przez Żydów.

Hagar nazwała Pana przemawiającego do niej „Tyś Bóg widzialny”, bo mówiła: „Wszak tu widziałam Widzącego mnie, a jestem żywa”. Dlatego tę studnię nazwano „Studnią Lachaj-Roj”. – Jest to ta, która znajduje się pomiędzy Kadesz i Bered. Hagar urodziła Abramowi syna. I Abram nazwał zrodzonego mu przez Hagar syna imieniem Izmael (Rdz 16,13–15)

Znaczenie słowa „Ro’i” jest niejasne, może być albo rzeczownikiem „wygląd” (por. 1 Sm 16,12; Na 3,6), albo imiesłowem: „widzący mnie” (Hi 7,8). Znaczy albo „Bóg, który się ukazał”, albo „Bóg, który mnie widzi”.

### El Berith
To imię pojawia się jedynie w Księdze Sędziów:

Kiedy to usłyszeli możni Migdal-Sychem, schronili się do podziemia świątyni boga Baal-Berita (9,46, por. 9,4).

Redaktor Księgi Sędziów uznawał Baal-Berita za pogańskiego boga. Ale imię Baal we wczesnym Izraelu było tym samym co Adon (pol. „Pan”). Wczesne imiona izraelskie świadczą o tym, że odnoszono to słowo także do Jahwe: Meribaal (1 Krn 8,33n; 9,39n), Beeliada (1 Krn 14,7). Dopiero od czasów Salomona jednoznacznie utożsamiano słowo „Baal” z kananejskim bóstwem burz Hadadem i zaczęto unikać odnoszenia go do Jahwe. Sychem było uważane za święte miejsce zarówno przez Abrahama, jak i Jakuba; wznieśli oni tam swoje ołtarze (Rdz 12,6n; 33,19n, por. 48,22). Kupno ziemi w Sychem przez Jakuba i ślub jego synów wskazują na zawarcie przymierza. Później Jozue zawarł przymierze z Bogiem po przekroczeniu Jordanu właśnie w Sychem (por. Joz 8,30–35; 24,1–28). Dlatego, mimo że redaktor Księgi Sędziów uważał Baal-Berita za boga kananejskiego, słowo mogło być używane jako jedno z imion Jahwe.

### Elohim
Słowo Elohim z punktu widzenia gramatyki hebrajskiej jest rzeczownikiem występującym w liczbie mnogiej (świadczy o tym sufiks -im nadający znaczenie: bogowie). W Biblii, w odniesieniu do Boga Stwórcy, jest ono jednak używane jako wyraz w liczbie pojedynczej (np. w Rdz 1,1: „בְּרֵאשִׁית בָּרָא אֱלֹהִים” [„Na początku stworzył Bóg”], czasownik bara „בָּרָא” oznacza „[on] stworzył”, nie zaś „stworzyli”).

### Adonai
W Biblii hebrajskiej pojawia się 306 razy oraz w 134 miejscach w tekstach masoreckich. Tytułem tym najczęściej posługiwali się starotestamentowi prorocy, zwłaszcza Ezechiel. Najczęściej używano go w zwrocie Adonai Jahwe, czyli „Pan Jahwe” (w starszych przekładach Pan Bóg). 16 razy pojawia się zwrot Adonai Jahwe sewaot, czyli „Pan Jahwe Zastępów” (przede wszystkim w księgach Izajasza i Jeremiasza).

### Jahwe
Są dwie tradycje co do imienia Jahwe. Zgodnie z tradycją elohistyczną źródłem imienia Jahwe było objawienie Boga Mojżeszowi przy Horebie. Inna biblijna tradycja, tradycja jahwistyczna, twierdzi, że imię Jahwe było znane niemal od zawsze. Należy to rozumieć jako jahwistyczną reinterpretację starego przekazu ustnego o początkach rodzaju ludzkiego (por. Rdz 2,4b–3,24) i o biblijnych patriarchach.
Przynajmniej do czasów Mojżesza (około XIII wieku p.n.e.), któremu według Biblii imię to miało zostać objawione, Żydzi oddawali mu cześć jedynie na sposób monolatrii – czcząc jedno bóstwo Jahwe, lecz nie przecząc istnieniu innych bóstw. Niektórzy uczeni podają hipotezę, jakoby kult Jahwe został przejęty z wierzeń ugaryckich. Przeczy temu tradycja elohistyczna. Imię Jahwe występuje w tekście masoreckim Starego Testamentu 6828 razy. W 25 przypadkach występuje w skróconej, późniejszej formie Jāh.
Współcześnie próbuje się także stworzyć inne teorie. Istnieje hipoteza, że imię Jahwe znane było jednemu z plemion midianickich, Kenitom, i stąd Mojżesz miałby je przejąć po ucieczce z Egiptu, kiedy przebywał na terytorium, gdzie plemiona te koczowały (por. Sdz 1,16; Lb 10,29). Jahwe miał być znany Madianitom, był też bóstwem opiekuńczym miasta Ejlat nad Morzem Czerwonym.

### Boskie zawołania
Oprócz powyższych imion w Biblii znajdują się bardzo liczne zawołania Boga, mówiące o jego naturze. Najczęściej spotyka się wyrażenie „Stwórca nieba i ziemi” (Rdz 14,19.22) oraz „Stwórca Izraela” (Iz 43,15 – być może trzeba to poprawniej odczytywać jako „Mocny Izraela”; por. Iz 1,24). W wierze judaizmu jest bowiem przekonanie, że Bóg nie tylko stworzył świat z niczego, ale że nim nieustannie rządzi (por. Iz 29,16; 45,9; 64,7; Jr 27,5; 31,35n).
Jest też nazywany „Pasterzem Izraela” (Ps 80,2; por. 28,9; Oz 4,16), a także „Królem”, choć można stwierdzić, że tytułu tego zaczęto używać dopiero wtedy, gdy ustrój społeczno-polityczny Izraela, wraz z namaszczeniem króla Saula (około 1042 roku p.n.e.) przeszedł od władzy sędziów do systemu królewskiego. Rzadkie występowanie tego zawołania w tekstach Pięcioksięgu starszych niż epoka królewska może się tłumaczyć późniejszymi zabiegami redaktorskimi. Zasadniczo wcześniej teksty nie używały słowa „Król”. Nie nazywały Boga królem nawet, gdy chodziło o jego rządy nad Izraelem (por. Sdz 8,22n).
Innym zawołaniem Boga Jahwe jest „Skała”. Bóg jest jak ustęp skalny wysoko w górze, na którym można się schronić (Pwt 32,4; 18,31.37; 1 Sm 2,2; 2 Sm 22,32; Iz 44,8; Ps 18,32). Bóg jest też nazywany „Świętym” (Iz 40,25, Hb 3,3) lub „Świętym Izraela” (np. Iz 1,4; 5,19.24). Współcześnie używane zawołanie „Istniejący od pradawnych dni” ma korzenie w Biblii, ale nie spotyka się go w niej.

## Literatura postbiblijna
Źródłem poznania imion Boga w judaizmie są też dzieła z okresu bliskiego początkowi naszej ery, zwane apokryfami. Osobny rozdział stanowi literatura talmudyczna, wprowadzająca ścisłe zasady redukujące w praktyce okazje, w których można wypowiadać imiona Boże. Rabini wypracowali też pewną liczbę nowych imion Boga, będących odniesieniami do jego boskich atrybutów, np. Ha-Kadosz („Święty”), Ha-Makom (dosł. „Miejsce”, czyli „Wszechobecny”).
Źródłem imion Bożych jest też Kabała, która podkreślała szczególnie nieprzeniknioność Boga, używając imienia temira de-temirin („Ukryty nad ukrytymi”).
Z kolei w teologiczno-filozoficznej myśli żydowskiej w średniowieczu podkreślano metafizyczną jedyność i jedność Boga. Żydowscy uczeni, jak Jehuda Halewi, Abraham ibn Daud, Mojżesz Majmonides oraz Josef Albo, skupiali się z tego powodu wokół biblijnych imion Jahwe i Elohim.
W nowożytnej myśli istnieją dwa nurty. Jeden podkreśla metafizyczne znaczenie takich imion Bożych jak „Wieczny” czy „Dusza Świata”. Wśród tych myślicieli są oprócz Mendelssohna, który dał początek temu nurtowi, Solomon Formstecher, Samuel Hirsh, Nachman Krochmal i Hermann Cohen. Drugi nurt, związany z Franzem Resenzweigiem i Martinem Buberem, postrzega imiona Boga w ich wymiarze religijnym i personalistycznym, dialogowym.

### Apokryfy
Literatura apokryficzna judaizmu powstała w dużej części wśród Żydów przebywających w diasporze wśród Greków bądź ludów zhellenizowanych, stąd terminy w niej używane są często greckimi odpowiednikami terminów hebrajskich. Najczęściej występują w niej imiona:
- Bóg (gr. Theos). W hebrajskim tekście Mądrości Syracha występuje najczęściej Elohim, a rzadziej El.
- Pan (gr. Kyrios), który jest odpowiednikiem Adonai, ale Ben Syrach (Mądrości Syracha) używa JHWH. W średniowiecznych tekstach masoreckich jest on zapisany trzema literami jod.
- Najwyższy (gr. Ho Hypsistos) odpowiednik hebr. El Eljon a czasem Ha-Gavoha.
- Wszechmocny (gr. Pantokrator), odpowiednik hebr. JHWH Zewa’ot.
- Wieczny (gr. Ho Aionios) odpowiednik hebrajskiego El Olam.

Są jeszcze mniej powszechnie używane zwroty jak: „Bóg prawdy”, „Żyjący Bóg Majestatu” (np. w IV Księdze Ezdrasza), „Stróż Izraela”, „Tarcza Abrahama”, „Skała Izaaka” itd.
Używa się też słowa „Niebiosa” jako określenia Boga. Oprócz Księgi Daniela 4,23 spotyka się je w 1. Księdze Machabejskiej 3,18; 4,10, 4,24; 4.55; 12,15 i w 2. Księdze Machabejskiej 7,11. Stąd imię to przeszło później do chrześcijańskich Ewangelii. W judeo-chrześcijańskiej Ewangelii Mateusza „Królestwo Niebios” (gr. Basileia ton ouranon) jest odpowiednikiem „Królestwa Bożego” (np. Mt 3,2 = Mk1,15; Mt 5,3 = Łk 6,20 i in.). Ale także Ewangelia Łukasza używa tego wyrażenia: „Zgrzeszyłem przeciw Niebu” (Łk 15,18.21).

### Imiona Boże w Talmudzie

#### Wypowiadanie imienia Bożego
Talmud wprowadził szereg zasad kierujących używaniem imion Bożych, zarówno co do wymawiania, jak i pisania – tak w Piśmie Świętym, jak i poza nim. Ścisły zakaz wymawiania imienia Bożego dotyczy jedynie Tetragramu. Imię to mogło być wymawiane w miejscu Świętym świętych, jedynie przez Arcykapłana raz w roku w Dniu Przebłagania oraz przez kapłanów, którzy recytowali w Świątyni błogosławieństwa kapłańskie.
Przepisy dotyczące używania imienia Bożego w dokumentach świeckich należą do innej kategorii. Podstawę tych przepisów stanowi zapis w Księdze Powtórzonego Prawa 12,3–4:

Zniszczycie doszczętnie wszystkie miejsca, gdzie narody, których wy pozbawicie dziedzictwa, służyły swoim bogom (…) Zniweczycie ich imię na tym miejscu. Nie postąpicie tak z Panem, Bogiem waszym.

Zapis ten jest omawiany w Sifrei – zbiorze midraszy komentujących Księgę Powtórzonego Prawa i Księgę Liczb – a także w Talmudzie (Szewuot 35a). Rozumie się go tam jako zakaz „niweczenia” w pisanych dokumentach imienia Boga. A ponieważ dany dokument może stracić ważność i zostać zniszczony, tym samym Imię Boga zostałoby „zniweczone”. Stąd bierze się zakaz pisania Imienia Boga w formie bezpośredniej. Zakaz ten dotyczy jedynie następujących siedmiu biblijnych imion Boga: El; Elohim; Jestem, który jestem (Wj 3,14); Adonai; Tetragram; Szaddaj i Zewa’ot. Co do ostatniego Rabbi Yose nie zgadzał się, że trzeba go włączyć do tego spisu (por. Szewuot 35a-b). Wszystkie inne imiona mogą być używane w sposób dowolny.
W praktyce ortodoksyjnych Żydów w mowie potocznej używa się jednak zamienników, na przykład Elokim w miejsce Elohim, zamiast Adonaj wypowiada się zaś Ha-Szem („Imię”) lub, ze względu na podobieństwo, Adoszem. Zwyczaj ten mógł się wziąć stąd, że w modlitwie Awodah arcykapłana na dzień Jom Kipur znajduje się zdanie: „O, Ha-Szem, zgrzeszyłem!”, gdzie Ha-Szem jest swego rodzaju zaznaczeniem, że tu wypowiada się „Niewysłowione Imię”. Jeden z rabinów, Szabbetaj ben Meir (pierwsza połowa XVII wieku), wyraził opinię, że zakaz niweczenia Bożego imienia wraz z dokumentem odnosi się wyłącznie do języka hebrajskiego, a nie do języków narodów (Siftei Kohen do YD179,8; por. Pitej Teszuwa do YD 276,9). Uwagę tę przytoczył nawet jeszcze w XIX wieku rabin Akiwa Eger. Jehiel Michael Epstein w swoim Aruk-ha Szulan uznał jednak zniweczenie także w innych językach za „wyjątkowo poważne wykroczenie”. Dlatego wśród niektórych Żydów przyjął się zwyczaj pisania, nawet w językach narodowych, słowa „Bóg” i innych imion Bożych nie w pełnej formie, lecz w formie skróconej: B-g.
W historii Izraela był jeden epizod, kiedy zrobiono wyjątek. Ponieważ w czasie prześladowania Antiocha Epifanesa (175–163 rok p.n.e.) zabraniano wspominania imienia Bożego, po obaleniu Antiocha przez powstanie Machabeuszy (Hasmoneuszy) nie tylko unieważniono dekret królewski, ale także demonstracyjnie wypisano imię Boże na monetach. Szybko jednak rabini zaprotestowali, a dzień, gdy zabroniono tej praktyki, stał się dorocznym świętem.

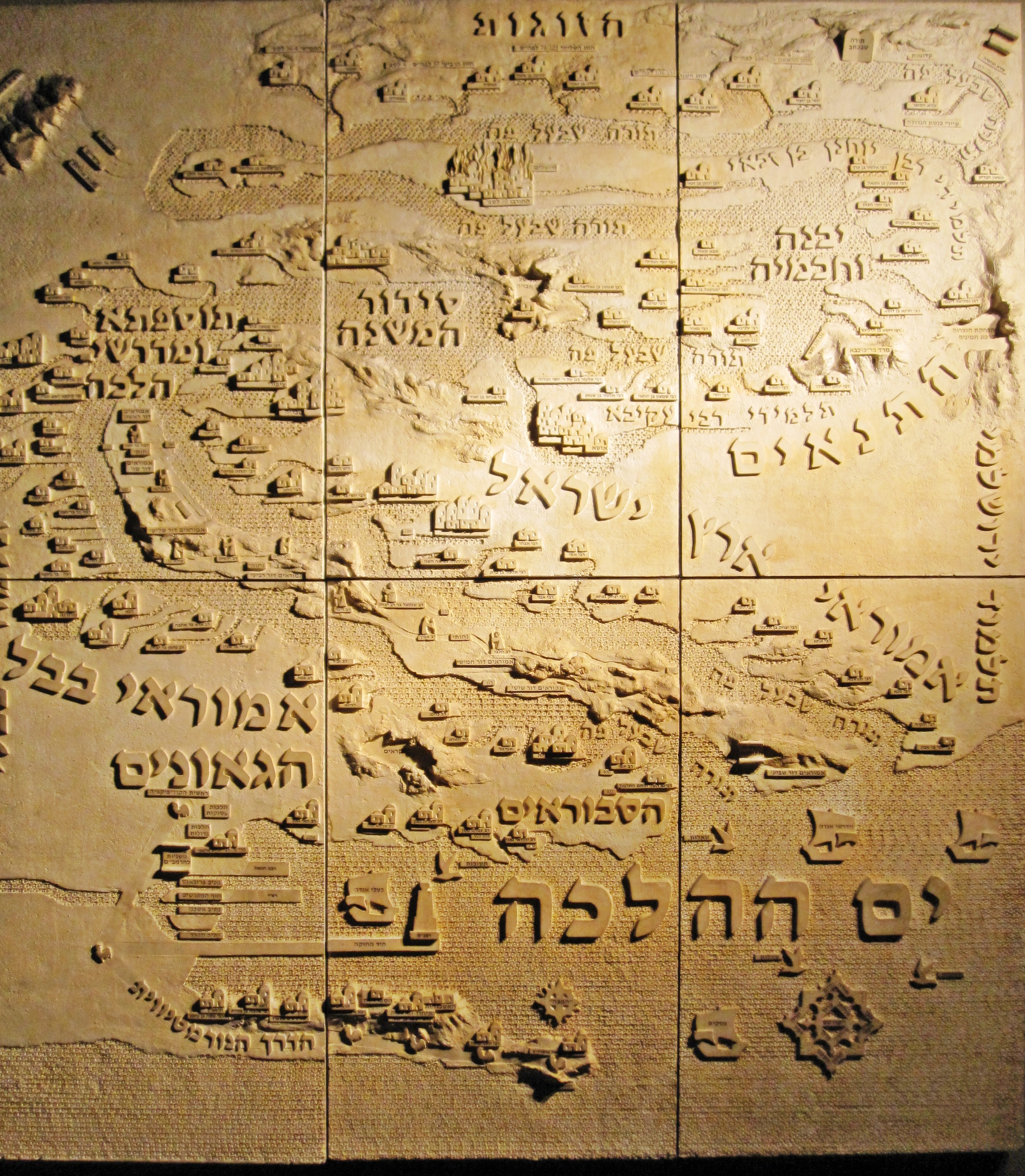
Tablica z Muzeum Diaspory w Tel Awiwie. Płaskorzeźba ukazuje rozwój ustnej tradycji Tory na podobieństwo rzeki. Zaczyna się jako mały potok (u góry), którego łagodny bieg stopniowo staje się mocnym prądem w duchowym krajobrazie narodu żydowskiego (środek), ostatecznie osiągając morze halachy (na dole). Boczne dopływy oznaczają wkład ważnych mędrców, przedstawionych w porządku chronologicznym

#### Imiona Boże w nauczaniu rabinów
Rabini wypracowali wiele imion Bożych, które odwołują się do bożych przymiotów. Najbardziej popularne jest: Ha-Kadosz baruk-Hu, „Święty, niech Jego imię będzie błogosławione”. Jest to skrót wyrażeń z Miszny (np. Sanh. 4,5; Awot 3,1). Tak mówią o Bogu najczęściej midrasze. Innym imieniem jest Ribbono szel Olam – „Władca wszechświata”, jak w modlitwie Oniasza ha-Me’aggela o deszcz (Ta’an 3,8). Spotyka się też imię Ha-Makom, czyli „Wszechobecny” (dosł. „Miejsce”; Aw.Zar.40b; Nid 49b; Ber. 16b). Imię to wyjaśnia midrasz Genesis Rabba 68,49:

Dlaczego używamy formy omownej dla imienia Świętego, niech Jego Imię będzie błogosławione, nazywając go Makom? Ponieważ jest Miejscem świata, który należy do Niego, ale ten świat nie jest Jego miejscem.

W modlitwach liturgicznch po posiłkach używa się często imienia Ha-Rahaman (Pełen Miłosierdzia). Innym imieniem jest Szamajim („Niebiosa”), jak w Jirat Szamajim („Bojaźń Boża”; Ber. 16b), używa się także Awinu sze-wa-Szamajim („Nasz Ojcze w Niebie”; Joma 8,9).
W literaturze mówi się także o Imieniu 12 liter, oraz imieniu 42 liter. Imiona te według Rasziego zostały zagubione, ponieważ ukrywano je przed ludźmi niegodnymi.

### W Kabale
Literatura kabalistyczna akcentowała niewyrażalność Imienia Bożego, stąd dwa zawołania, temira de temirin („ukryty nad ukrytymi”) oraz attika de attikin („pradawny nad pradawnymi”). Kabała mówiła o Bogu jako o pierwszej przyczynie oraz o Niemającym końca, czyli Wiekuistym. Można też znaleźć wzmianki o imieniu 45 liter w powiązaniu z Księgą Przysłów 30,4, „Jakie /hebr. mah/ jest Jego Imię?”, gdzie odpowiednikiem mah (pol. „jakie”) jest właśnie liczba 45. Istnieje też imię 72 liter, będące kombinacją 12 pokoleń Izraela i dziewięciu liter słów Sziwtej Jisrael („Pokolenia Izraela”).

### W średniowiecznej filozofii żydowskiej
Rabini zajmujący się refleksją teologiczno-filozoficzną w okresie, kiedy w Europie panowała scholastyka, dążyli do wykazania jedności i jedyności Boga. Starali się, by wielość imion nie dała pozoru wielości w bycie Boga. Ogólnie dążono do utrwalenia przekonania, że mimo wielu imion, jedno jest podstawowe: Jahwe. Wszystkie inne są określeniem jego przymiotów. Tak nauczali Jehuda Halewi, Abraham ibn Daud, Mojżesz Majmonides oraz Josef Albo. Jedynie rabin Saadja Gaon nauczał, że biblijne imiona Jahwe i Elohim można stosować zamiennie, gdyż znaczą to samo. Juda Halewi twierdził, że wszystkie imiona są orzecznikami lub przymiotnikowym opisem, wziętym z tego, w jaki sposób na los stworzeń Boga oddziaływają jego polecenia i działania (Kuzari 2,2; 4,1-3). Uczeni żydowscy tego czasu zwracali uwagę na to, że Bóg jest stwórcą, pierwszą przyczyną, pierwszym poruszycielem, pierwszym bytem, czy bytem koniecznym, ale żadne z tych znaczeń nie jest jego imieniem. Majmonides z kolei wyjaśniał, że wszystkie imiona biorą swą nazwę od wielorakich działań Bożych (Przewodnik błądzących, 1,61-64). Podobnie jak Josef Albo (Sefer ha-Ikkarim, 2,28) rozumiał, że jedynie Tetragram daje jasne, jednoznaczne pojęcie istoty Boga. Ibn Daud wyjaśniał imię Jahwe jako Pana wszechświata.

### We współczesnej filozofii żydowskiej
Jeden z dwóch głównych nurtów zapoczątkowany przez Mojżesza Mendelssohna, a kontynuowany przez Solomona Formstechera, Samuela Hirsha, Nachmana Krochmala i Hermanna Cohena. Podkreśla metafizyczne znaczenie imion Boga, jako jednego w swej istocie i jedynego, będącego „Duszą Świata” (Formstecher) czy też „Absolutnym Duchem” (Krochmal). Imię Jahwe Mendelssohn przetłumaczył w swym przekładzie Biblii na język niemiecki jako „Wieczny”. Cohen tłumaczył imię Szekina jako „Absolutne Odpocznienie”.
Drugi nurt, reprezentowany przez Franza Rosenzweiga i Martina Bubera, postrzegał imiona Boga w perspektywie religijnej i personalistycznej. W swoich tłumaczeniach imię Jahwe oddali jako zaimki osobowe „TY” oraz „ON”. Bóg ujawnia się w tych imionach, jako obecny, uczestniczący w ludzkich sprawach i troskach (por. Wj 3,14).